# Oreopsittacus arfaki
Lóris-bigodudo, loriquito-de-faces-floridas ou lóri-de-bigodes (Oreopsittacus arfaki) é uma espécie de ave da família Psittacidae. É a única espécie do género Oreopsittacus.
Pode ser encontrada nos seguintes países: Indonésia (Nova Guiné Ocidental)
e Papua-Nova Guiné.
Os seus habitats naturais são: regiões subtropicais ou tropicais húmidas de alta altitude.